# Sport Club Internacional (São Paulo)
Sport Club Internacional, foi um clube de futebol brasileiro da cidade de São Paulo, capital do estado homônimo. O Internacional, teve um papel fundamental no início do Campeonato Paulista de Futebol, nos primeiros anos do século XX. Fundado no dia 19 de Agosto de 1899, na Rua Senador Queirós, nº 5 e suas cores oficiais foram o vermelho e o preto.
Em toda sua história centenária, tem como destaque os dois estaduais conquistados pelo clube, o Campeonato Paulista de 1907 (campeão pela LFP) e o de 1928 (campeão pela LFA). Entretanto, durante o processo de adoção do profissionalismo o clube acabou perdendo espaço e em dificuldades financeiras, acabou aceitando uma fusão com o Antarctica Futebol Clube (clube dos funcionários da Companhia Artarctica Paulista), surgindo o Clube Atlético Paulista, 1933.

## História

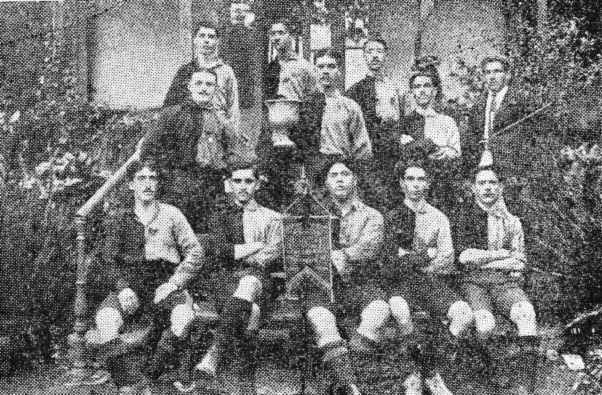
c.1900.

A História do Sport Club Internacional remete ao final do século XIX, mais precisamente no dia 19 de agosto de 1899, quando o clube foi fundado por um grupo de 25 rapazes, liderados pelo Sr. Antonio Campos, se reuniram com o intuito de fundar uma nova equipe para a prática do futebol. Os presentes pertenciam a diversas nacionalidades: brasileiros, alemães, franceses, italianos, portugueses e ingleses se encontravam naquele quartinho de aluguel. O então comerciante alemão Hans Nobiling, há dois anos morando em São Paulo, passou a procurar interessados em jogar futebol. Eram pessoas que, assim como ele, não eram aceitos pelo São Paulo Athletic Club (clube somente de britânicos) nem no Mackenzie (somente alunos podiam jogar). Nobiling encontrou muitos interessados e após vários treinos desafiou o time do Mackenzie para um jogo, que terminou empatado, mas serviu para criar o espírito de competição entre os times e até o São Paulo passou a tomar parte nesses amistosos. Em agosto de 1899, os membros do time Hans Nobiling reuniram-se para fundar um clube. A primeira proposta de nome foi dada por Hans Nobiling, que sugerira ‘Sport Club Germânia’. A sugestão foi rejeitada, tendo os presentes escolhido o nome de “Sport Club Internacional”, numa alusão à diversidade que ali estava representada. Entretanto, Nobiling discordou do nome e abandonou a reunião para fundar 3 semanas depois o Sport Club Germânia, junto dos irmãos Wahnschaffe, também de origem alemã (o Germânia a partir de 1942, tornou-se o Esporte Clube Pinheiros sediado no bairro de mesmo nome). Após as escolhas das cores, vermelho e preto, a equipe começou a ser montada, e os treinos eram realizados na Chácara Dulley, que ficava onde hoje é a Avenida Tiradentes.
O Internacional foi um dos 5 fundadores da Liga Paulista de Foot-Ball e participou do primeiro Campeonato Paulista em 1902. Disputou 28 vezes o torneio e foi campeão duas vezes (1907 e 1928). Durante o processo de adoção do profissionalismo o clube acabou perdendo espaço e em dificuldades financeiras acabou aceitando uma fusão com o Antarctica Futebol Clube (clube dos funcionários da Companhia Artarctica Paulista), surgindo o Clube Atlético Paulista em 1933, que, por sua vez, fundiu-se ao Estudantes em 1937, dando origem ao Estudantes-Paulista, que em 1938 acabou sendo incorporado pelo São Paulo Futebol Clube.

## Símbolos

### Uniformes
- Uniformes dos jogadores
- Primeiro uniforme: Camisa com listras vermelhas e pretas, calção e meias pretas.[6]
- Segundo uniforme: Camisa preta e vermelha, calção e meias pretas.[7]

## Títulos
| Estaduais | Estaduais               | Estaduais | Estaduais   |
|           | Competição              | Títulos   | Temporadas  |
| --------- | ----------------------- | --------- | ----------- |
|           | Campeonato Paulista     | 2         | 1907 e 1928 |
|           | Torneio Início Paulista | 1         | 1928        |

## Estatísticas

### Campanhas de destaque
| Sport Club Internacional | Sport Club Internacional | Sport Club Internacional | Sport Club Internacional | Sport Club Internacional |
| Torneio                  | Campeão                  | Vice-campeão             | Terceiro colocado        | Quarto colocado          |
| ------------------------ | ------------------------ | ------------------------ | ------------------------ | ------------------------ |
| Campeonato Paulista      | 2 (1907, 1928)           | 1 (1906)                 | 6 (Último em 1926)       | 3 (último em 1914)       |
| Torneio Início Paulista  | 1 (1928)                 | 1 (1926)                 | 0 (não possui)           | 0 (não possui)           |

### Participações
| Competição | Competição              | Temporadas | Melhor campanha   | Estreia | Última | P | R |
| São Paulo  | Campeonato Paulista     | 28         | Campeão (2 vezes) | 1919    | 1932   |   |   |
| São Paulo  | Torneio Início Paulista | 10         | Campeão (1 veze)  | 1926    | 1932   |   |   |

## Ídolos
Ao longo de sua história, o Internacional contou com grandes jogadores que contribuíram para as conquistas da equipe, dentre eles destacam-se:
- Mário Cardim (1899 – 1900)
- Armando da Silva Prado (1902 – 1905)
- Arthur Friedenreich — o "El Tigre" (1929)

O "El Tigre", como era conhecido o Arthur Friedenreich, foi considerado a primeira grande estrela do futebol brasileiro na época amadora, que durou até 1933. Considerando dados extra-oficiais, Friedenreich teria sido o jogador com mais gols da história, com a marca de 1 329 gols, somando partidas oficiais e não-oficiais, superando Pelé. Oficialmente, marcou 338 gols em partidas oficiais do campeonato paulista.